# Bistum La Crosse
Das Bistum La Crosse (lateinisch Dioecesis Crossensis, englisch Diocese of La Crosse) ist eine in den Vereinigten Staaten gelegene römisch-katholische Diözese mit Sitz in La Crosse, Wisconsin.

## Geschichte
Das Bistum La Crosse wurde am 3. März 1868 durch Papst Pius IX. aus Gebietsabtretungen des Bistums Milwaukee errichtet. Am 12. Februar 1875 wurde das Bistum La Crosse dem Erzbistum Milwaukee als Suffraganbistum unterstellt. Das Bistum La Crosse gab am 3. Mai 1905 Teile seines Territoriums zur Gründung des Bistums Superior ab. Eine weitere Gebietsabtretung erfolgte am 22. Dezember 1945 zur Gründung des Bistums Madison.

## Territorium
Das Bistum La Crosse umfasst die im Bundesstaat Wisconsin gelegenen Gebiete Adams County, Buffalo County, Chippewa County, Clark County, Crawford County, Dunn County, Eau Claire County, Jackson County, Juneau County, La Crosse County, Marathon County, Monroe County, Pepin County, Pierce County, Portage County, Richland County, Trempealeau County, Vernon County und Wood County.

## Bischöfe von La Crosse
- Michael Heiß, 1868–1880, dann Koadjutorerzbischof von Milwaukee
- Kilian Kaspar Flasch, 1881–1891
- James Schwebach, 1891–1921
- Alexander Joseph McGavick, 1921–1948
- John Patrick Treacy, 1948–1964
- Frederick William Freking, 1964–1983
- John Joseph Paul, 1983–1994
- Raymond Leo Burke, 1994–2003, dann Erzbischof von Saint Louis
- Jerome Listecki, 2004–2009, dann Erzbischof von Milwaukee
- William Patrick Callahan OFMConv, 2010–2024
- Gerard Battersby, seit 2024